# Europejska Akademia Dyplomacji
Europejska Akademia Dyplomacji (EAD, ang. European Academy of Diplomacy) – pierwsza w Europie pozarządowa akademia dyplomatyczna z siedzibą w Warszawie, założona w 2004 r. EAD prowadzi kursy podyplomowe, szkolenia z szeroko pojętej dyplomacji, biznesowe, a także językowe o tematyce międzynarodowej. Motto Akademii brzmi: „Kształtując nowe pokolenie międzynarodowych liderów”. EAD jest członkiem The International Forum on Diplomatic Training (IFDT).

## Historia
Prapoczątki EAD sięgają 1999 r. i działalności studenckiej Katarzyny i Zbigniewa Pisarskich – późniejszych założycieli Akademii. W 2001 r. założyli oni ogólnopolskie stowarzyszenie studenckie o nazwie Forum Młodych Dyplomatów (FMD). Celem FMD była promocja zaangażowania obywatelskiego oraz upowszechnianie wiedzy o polskiej polityce zagranicznej wśród młodych osób. Działalność FMD opierała się na organizacji szkoleń oraz spotkań dyskusyjnych.
Formalne początki Europejskiej Akademii Dyplomacji sięgają 2004 r., kiedy odbyła się pierwsza edycja programu Akademia Młodych Dyplomatów. Program ten miał na celu rozwój kompetencji przywódczych oraz poszerzanie sieci kontaktów zawodowych – pierwotnie wśród członków FMD, a następnie wszystkich zainteresowanych uczestników. W pierwszej edycji Akademii Młodych Dyplomatów (2004-2005) wzięło udział 210 osób z 90 polskich uczelni wyższych.
Od 2004 r. do chwili obecnej EAD systematycznie poszerzała zakres swojego działania, zarówno pod względem merytorycznym, jak i geograficznym, stając się jedną z czołowych tego typu organizacji w Europie.

## Zadania statutowe
Zgodnie z paragrafem 9 Statutu Fundacji Europejska Akademia Dyplomacji, EAD posiada następujące cele statutowe:
a) Kształcenie młodych osób zainteresowanych pracą w administracji krajowej i zagranicznej ze szczególnym uwzględnieniem dyplomacji;
b) Promowanie pozytywnego wizerunku Polski w kraju i za granicą;
c) Promowanie wiedzy z zakresu stosunków międzynarodowych;
d) Działalność na rzecz współpracy międzynarodowej”.
Realizacji powyższych celów (zgodnie z paragrafem 10 Statutu) służy m.in.:
- prowadzenie zajęć o charakterze studiów;
- organizacja szkoleń, kursów, warsztatów, konferencji itp.;
- wspieranie szkolenia specjalistów na rzecz rozwoju instytucji demokratycznych, rynkowych i samorządowych;
- inicjowanie i wspieranie badań społecznych, politycznych i ekonomicznych;
- nawiązywanie i utrzymywanie kontaktów międzynarodowych służących współpracy w zakresie rozwoju demokracji, rynku, nauki, kultury i oświaty;
- wspieranie inicjatyw na rzecz mechanizmów rynkowych, demokratycznych, obywatelskich i przedsiębiorczości;
- współpraca z jednostkami rządowymi, pozarządowymi oraz samorządowymi, a także osobami fizycznymi i prawnymi, w ramach realizacji celów statutowych;
- inne działania służące wypełnianiu zadań statutowych.

## Programy i obszary działania

### Akademia Młodych Dyplomatów
Akademia Młodych Dyplomatów (AMD) to kurs dyplomatyczny o charakterze rocznych studiów podyplomowych, skierowany do absolwentów uczelni wyższych i młodych liderów wchodzących na rynek pracy w środowisku międzynarodowym, kończący się uzyskaniem dyplomu Executive Diploma in the Art of Diplomacy (EDAD). Celem programu jest wyposażenie uczestników w niezbędną wiedzę, umiejętności oraz kontakty przydatne w rozwoju zawodowym w środowisku międzynarodowym. Program obejmuje w każdym roku akademickim 8 zjazdów, podczas których odbywają się wykłady, warsztaty i ćwiczenia prowadzone przez ekspertów z dziedziny dyplomacji, służby publicznej, przedstawicieli akademii oraz biznesu, a także przywódców społecznych oraz politycznych. W latach 2004–2021 w AMD wzięło udział łącznie ponad 2300 uczestników z ponad 60 państw.

### Szkolenia i doradztwo
EAD prowadzi działalność szkoleniowo-doradczą, skierowaną zarówno do instytucji publicznych, jak i prywatnych przedsiębiorstw, a także osób fizycznych. Szkolenia mają formułę otwartą (open training) bądź też są przygotowywane na zamówienie konkretnej instytucji (in-house training). Tematyka szkoleń obejmuje m.in.: dyplomację, komunikację, przywództwo, różnice międzykulturowe, zarządzanie i negocjacje. Od 2004 r. w szkoleniach organizowanych przez EAD wzięło udział ponad 10 tys. osób.

### Programy międzynarodowe
European Diplomacy Workshop – czterodniowy program poświęcony polityce zewnętrznej Unii Europejskiej.
Leadership Skills Masterclass – czterodniowy program nakierowany na budowanie kompetencji przywódczych wśród młodych pracowników sektora prywatnego.
Diplomatic Skills Masterclass – czterodniowy program obejmujący tematykę dyplomacji, protokołu i etykiety, różnic międzykulturowych oraz umiejętności przywódczych.

### Szkolenia językowe
Szkolenia językowe oferowane przez EAD obejmują wybrane języki nowożytne, przede wszystkim język angielski na poziomie B2 i C1. Kursy te są nastawione na rozwój kompetencji językowych w tematyce dyplomacji, stosunków międzynarodowych oraz biznesu. Szkolenia językowe obejmują też kursy języka polskiego dla przedstawicieli korpusu dyplomatycznego, akredytowanych w Polsce.

### Wyszehradzka Szkoła Nauk Politycznych
Wyszehradzka Szkoła Nauk Politycznych to wspólny projekt EAD i Rady Europy, skierowany do młodych polityków, liderów sektora pozarządowego i obywatelskiego oraz dziennikarzy z państw Grupy Wyszehradzkiej (V4). Program ma za zadanie zacieśnianie relacji regionalnych, rozwój procesów dyplomatycznych w krajach V4 oraz wymianę wiedzy i doświadczeń krajów sąsiedzkich.

## Kierownictwo
Władze Fundacji Europejska Akademia Dyplomacji stanowi Rada Fundacji i Zarząd Fundacji.

### Dyrektorzy EAD
Prezesowi Zarządu Fundacji przysługuje tytuł Dyrektora Generalnego Fundacji. Dotychczas EAD posiadała dwóch dyrektorów (są powoływani przez Radę na czas nieokreślony): Katarzynę Pisarską (do 2020 r.) oraz Natalię Czajkowską (od 1.01.2021 r.).

## Gremia doradcze

### Rada Ambasadorów
Rada Ambasadorów to nieformalne zgromadzenie polskich ambasadorów, wspierające EAD w jej misji związanej z przygotowywaniem młodych liderów do pracy w zawodowej dyplomacji. Rada służy wzajemnej wymianie poglądów oraz udzielaniu zaleceń EAD w zakresie oferty kształcenia w dziedzinie dyplomacji. Pierwszym przewodniczącym Rady Ambasadorów był Jan Wojciech Piekarski, były ambasador RP w Pakistanie (1984–1989), Belgii i Luksemburgu (1998–2002) oraz Izraelu (2003–2006). Obecnie Radzie Ambasadorów przewodniczy Tomasz Orłowski, były ambasador RP we Francji i Księstwie Monako (2007–2014), Włoszech i San Marino (2015–2017).

### Międzynarodowa Rada Honorowa
Międzynarodowa Rada Honorowa to nieformalne zgromadzenie liderów politycznych i społecznych, wspierające EAD w misji kształcenia młodych liderów w duchu odpowiedzialności globalnej. Rada służy głosem doradczym w procesie kształtowania oferty programowej oraz rozwoju instytucjonalnego EAD, wspierając ją w realizacji swych zadań statutowych.

## Partnerzy[15]
- Rada Europy
- Międzynarodowy Fundusz Wyszehradzki
- Centrum Polsko-Rosyjskiego Dialogu i Porozumienia
- Ministerstwo Spraw Zagranicznych RP
- Fundacja Konrada Adenauera
- Krajowa Szkoła Administracji Publicznej
- Grupa PZU
- PwC
- JS Legal